# Falsiformicidae
Falsiformicidae(лат.) — родина вимерлих жалких перетинчастокрилих комах із надродини Chrysidoidea (Hymenoptera).

## Опис
Дрібні викопні оси, довжина тіла 3 мм (Burmomyrma, Falsiformica) або 4 мм (Taimyrisphex). Два види знайдені в таймирському бурштині (85 млн років, Таймир, Росія). Ще один вид виявлений в бірманському бурштині (99 млн років, М'янма, Південно-Східна Азія).

## Класифікація
До родини включають 3 вимерлих монотипові роди з крейдового періоду. Вперше родину було виділено в 1975 році і вона включала тільки один рід Falsiformica. Рід Taimyrisphex раніше включали до родини ос Sphecidae, а Burmomyrma через погане збереження приписали до мурах.
- † Рід Burmomyrma Dlussky, 1996
  - † B. rossi (Бірманський бурштин, М'янма)[4]
- † Рід Falsiformica Rasnitsyn, 1975[3]
  - † F. cretacea (Таймир, Росія)[2]
- † Рід Taimyrisphex Evans, 1973
  - † T. pristinus (Таймир, Росія)[5]